# 601 Nerthus
601 Nerthus је астероид главног астероидног појаса. Приближан пречник астероида је 73,32 ,
а средња удаљеност астероида од Сунца износи 3,137 астрономских јединица (АЈ).
Инклинација (нагиб) орбите у односу на раван еклиптике је 16,084 степени, а орбитални период износи 2029,573 дана (5,556 година). Ексцентрицитет орбите астероида износи 0,102.
Апсолутна магнитуда астероида износи 9,65 а геометријски албедо 0,045.
Астероид је откривен 21. јуна 1906. године.